# 聖貝尼托 (貝登省)
聖貝尼托（San Benito）是危地馬拉的城鎮，由貝登省負責管轄，位於該國北部，始建於1799年，面積112平方公里，海拔高度130米，受熱帶氣候影響，2010年人口56,953。